# بامبل اند بامبل
بامبل اند بامبل (انگلیسی: Bumble and bumble) یک آرایشگاه و شرکت تولید محصول است که در سال ۱۹۷۷ توسط آرایشگر و کارآفرین مایکل گوردون تأسیس شد.